# Turó Gros del Pujol
El Turó Gros del Pujol és una muntanya de 1.552 metres que es troba al municipi de Viladrau, a la comarca d'Osona.